# Motto di Livigno - Val Saliente
Motto di Livigno - Val Saliente este o arie protejată (arie specială de conservare — SAC, sit de importanță comunitară — SCI) din Italia întinsă pe o suprafață de 1.251 ha, integral pe uscat.

## Localizare
Centrul sitului Motto di Livigno - Val Saliente este situat la coordonatele 46°34′08″N 10°06′07″E / 46.569°N 10.102°E.

## Înființare
Situl Motto di Livigno - Val Saliente a fost declarat sit de importanță comunitară în iunie 1995 pentru a proteja 26 de specii de animale. Situl a fost protejat și ca arie specială de conservare în iunie 2017.

## Biodiversitate
Situată în ecoregiunea alpină, aria protejată conține 14 habitate naturale: Pante stâncoase calcaroase cu vegetație casmofită, Grohotișuri silicioase de la nivelul montan până la nivelul zăpezii (Androsacetalia alpinae și Galeopsietalia ladani), Pajiști alpine și boreale, Tufărișuri subarctice cu Salix spp., Pajiști alpine și subalpine calcaroase, Fânețe montane, Păduri alpine de Larix decidua și/sau Pinus cembra, Râuri de munte și vegetația erbacee de pe malurile acestora, Liziere de ierburi înalte hidrofile de câmpie și de nivel montan până la alpin, Tufărișuri cu Pinus mugo și Rhododendron hirsutum (Mugo-Rhododendretum hirsuti), Grohotișuri calcaroase și de șisturi calcaroase de la nivelul montan până la nivelul alpin (Thlaspietea rotundifolii), Mlaștini turboase de tranziție și turbării mișcătoare, Formațiuni ierboase bogate în specii de Nardus, dezvoltate pe substraturi silicioase în zone montane (și în zone submontane, în Europa continentală), Pajiști boreale și alpine pe substrat silicios.
La baza desemnării sitului se află mai multe specii protejate de  păsări (26): uliu păsărar (Accipiter nisus), potârnichea de stâncă (Alectoris graeca saxatilis), fâsă de pădure (Anthus trivialis), acvilă de munte (Aquila chrysaetos), Carduelis citrinella, cojoaica de pădure (Certhia familiaris), șerpar (Circaetus gallicus), erete de stuf (Circus aeruginosus), cioară neagră (Corvus corone), Eudromias morinellus, vânturel roșu (Falco tinnunculus), zăgan (Gypaetus barbatus), Lagopus muta helvetica, câneparul (Linaria cannabina), Lyrurus tetrix tetrix, gaia neagră (Milvus migrans), mierlă de piatră (Monticola saxatilis), cinghiță alpină (Montifringilla nivalis), viespar (Pernis apivorus), pitulice de munte (Phylloscopus collybita), brumăriță de pădure (Prunella modularis), Ptyonoprogne rupestris, stăncuță alpină (Pyrrhocorax graculus), silvie-mică (Sylvia curruca), Tachymarptis melba, fluturașul de stâncă (Tichodroma muraria)
Pe lângă speciile protejate, pe teritoriul sitului au mai fost identificate 17 specii de plante, 13 specii de păsări, 1 specie de amfibieni, 7 specii de mamifere, 1 specie de nevertebrate, 1 specie de reptile.